# روبن إتش فليت
روبن إتش فليت (بالإنجليزية: Reuben Hollis Fleet)‏ هو طيار وشخصية أعمال أمريكي، ولد في 6 مارس 1887 في مونتيسانو في الولايات المتحدة، وتوفي في 29 أكتوبر 1975 في سان دييغو في الولايات المتحدة.